# Frédéric Joron
Pour les articles homonymes, voir Joron.
Frédéric Joron, fils de Jules Joron, est un chanteur réunionnais, ancien leader et créateur du groupe mythique de La Réunion Ousanousava.

## Biographie
Il fonde le groupe Ousanousava en 1984 avec ses frères et sœur,. Après avoir connu le succès dès ses premiers albums, il quitte le groupe en 1995 pour se consacrer à la spiritualité.

## Distinctions
- Prix Fanal de la Sacem Réunion pour l’ensemble de sa contribution au répertoire de la musique réunionnaise en 2012[5]